# Astragalus castaneiformis
Astragalus castaneiformis är en ärtväxtart som beskrevs av Sereno Watson. Astragalus castaneiformis ingår i släktet vedlar, och familjen ärtväxter.

## Underarter
Arten delas in i följande underarter:
- A. c. castaneiformis
- A. c. consobrinus